# Dryopsophus cultripes
Espèce
Synonymes
- Cyclorana cultripes Parker, 1940
- Litoria cultripes (Parker, 1940)

Statut de conservation UICN

 LC  : Préoccupation mineure
Dryopsophus cultripes est une espèce d'amphibiens de la famille des Pelodryadidae.

## Répartition
Cette espèce est endémique du Nord de l'Australie. Elle se rencontre à basse d'altitude :
- en Australie-Occidentale dans la région de Kimberley ;
- dans le sud du Territoire du Nord ;
- dans le nord de l'Australie-Méridionale ;
- dans le nord de la Nouvelle-Galles du Sud ;
- dans le sud-ouest du Queensland.

La zone d'occupation de cette espèce est d'environ 401 800 km2.

## Habitat
Elle vit la saison sèche enfouie dans le sol. Elle habite les prairies des plaines des régions sèches tropicales et subtropicales.

## Description
Le mâle holotype mesure 46 mm et la femelle paratype 50 mm. Cette espèce a la face dorsale jaune terne ou brun gris avec des marques sombres. Sa tête est ornée d'une tache sombre. Sa face ventrale est blanche. Son menton est taché de brun chez la femelle.
Les mâles mesurent de 38 à 41 mm et les femelles de 38 à 43 mm.

## Publication originale
- Parker, 1940 : The Australasian frogs of the family Leptodactylidae. Novitates Zoologicae, vol. 42, no 1, p. 1-107 (texte intégral).